# Fixsenia hyrcanica
Fixsenia hyrcanica är en fjärilsart som beskrevs av Riley 1939. Fixsenia hyrcanica ingår i släktet Fixsenia och familjen juvelvingar. Inga underarter finns listade i Catalogue of Life.